# Arthur Dendy
Arthur Dendy  (* 20. Januar 1865 in Manchester; † 24. März 1925 in London) war ein britischer Zoologe.

## Leben
Dendy studierte Zoologie am Owens College in Manchester mit dem Master-Abschluss 1887 und der Promotion (D.Sc.) 1891. Dort bearbeitete er auch marine Schwämme aus der Challenger-Expedition und er arbeitete am Natural History Museum. 1888 wurde er Demonstrator und Assistant Lecturer an der University of Melbourne und setzte dort seine Arbeit an marinen Schwämmen fort. Er bestimmte über 2000 Schwämme als Teil des Port Phillip Biological Survey und erstbeschrieb 87 neue Arten. 1893 wurde er Professor am Canterbury College in Christchurch, 1903 Professor für Biologie an der Universität Kapstadt und 1905 am King’s College London. Er starb nach einer Operation wegen einer Blinddarmentzündung.
Neben Schwämmen, für die er als Experte galt, untersuchte er Land-Wirbellose in Victoria (Australien) wie Plattwürmer (Familie Planariidae) und den Stummelfüßer Peripatus.
1911 bis 1916 war er Präsident des Quekett Microscopical Club. Er war Fellow der Royal Society und der Linnean Society of London.
Seine Schwester war die Sozialreformerin Helen Bosanquet (1860–1925).